# Исланбекова, Марьям Абдуллаевна
Марьям Абдуллаевна Исланбекова (род. 21 июля 1990, Махачкала) — российская самбистка и дзюдоистка, призёр чемпионатов России по самбо, мастер спорта России.

## Спортивные результаты
- Первенство России по дзюдо среди кадетов 2005 года — ;
- Первенство России по дзюдо среди кадетов 2006 года — ;
- Кубок Европы по дзюдо среди кадетов 2006 года, Тверь — ;
- Первенство России по дзюдо среди юниоров 2009 года — ;
- Чемпионат России по самбо среди женщин 2011 года — ;
- Чемпионат России по самбо среди женщин 2014 года — ;